# Macropleurodus bicolor
Рід Macropleurodus є монотиповим
родом риб з родини цихлові, він складається лише з виду Macropleurodus bicolor (Boulenger 1906) , що мешкає в озері Вікторія.